# Bad Waldliesborn
 (septembre 2009).
Bad Waldliesborn est une station thermale du Münsterland,  quartier de la ville hanséatique de Lippstadt. Elle est située entre l'autoroute A2, sortie Rheda-Wiedenbrück et la A44, sortie Geseke/ Erwitte-Lippstadt.
Sa source, découverte en 1900, contient les taux les plus élevés[réf. nécessaire] de substances minérales en Allemagne. Elle a commencé à être exploitée en 1904, et la station thermale a reçu l'agrément officiel en 1974.
Aujourd'hui, la petite station thermale attire avant tout par son offre de thérapies et de loisirs : le grand parc de la station thermale, et les diverses possibilités d'excursions aux alentours de la ville.